# Тополёвка (Словакия)
Тополёвка (словац. Topoľovka) — село и одноимённая община в районе Гуменне Прешовского края Словакии. В письменных источниках начинает упоминаться с 1479 года.

## География
Село расположено в юго-восточной части края, в южной части Низких Бескид, в долине реки Ондавки, при автодороге 558. Абсолютная высота — 147 метров над уровнем моря. Площадь муниципалитета составляет 7,79 км².

## Население
| Год:                | 1994 | 2004    | 2014    | 2024    |
| ------------------- | ---- | ------- | ------- | ------- |
| Количество человек: | 812  | 823     | 815     | 807     |
| Разница:            |      | +1,35 % | −0,97 % | −0,98 % |

По данным последней официальной переписи 2011 года, численность населения Тополёвки составляла 824 человека.